# G.D. Spradlin
Gervais Duan Spradlin conosciuto come G.D. Spradlin (Pauls Valley, 31 agosto 1920 – San Luis Obispo, 24 luglio 2011) è stato un attore e regista statunitense.
È conosciuto maggiormente per i ruoli del Senatore Pat Geary ne Il padrino - Parte II e del Generale Corman in Apocalypse Now, entrambi diretti da Francis Ford Coppola.

## Carriera

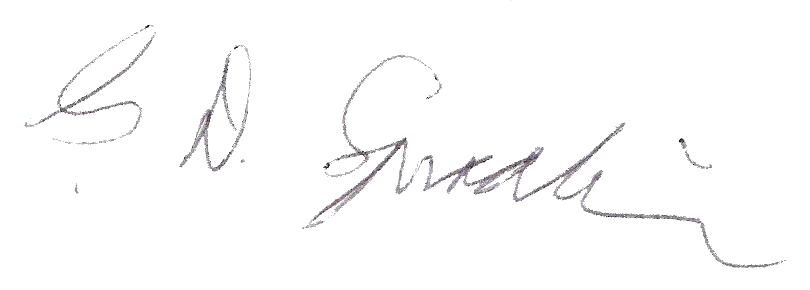
Autografo

Nel 1999, dopo l'uscita del film Le ragazze della Casa Bianca, annunciò il ritiro dalle scene per via dell'età avanzata.

## Filmografia parziale

### Cinema
- Costretto ad uccidere (Will Penny), regia di Tom Gries (1968)
- Angeli della violenza (Hell's Angels '69), regia di Lee Madden (1969)
- Number One, regia di Tom Gries (1969)
- Zabriskie Point , regia di Michelangelo Antonioni (1970)
- Monty Walsh un uomo duro a morire (Monte Walsh), regia di William A. Fraker (1970)
- Il giorno dei lunghi fucili (The Hunting Party), regia di Don Medford (1971)
- Il padrino - Parte II (The Godfather: Part II), regia di Francis Ford Coppola (1974)
- Domani vinco anch'io (One on One), regia di Lamont Johnson (1977)
- MacArthur il generale ribelle (MacArthur), regia di Joseph Sargent (1977)
- Apocalypse Now,  regia di Francis Ford Coppola (1979)
- I mastini del Dallas (North Dallas Forty), regia di Ted Kotcheff (1979)
- La formula (The Formula), regia di John G. Avildsen (1980)
- Obiettivo mortale (Wrong Is Wright), regia di Richard Brooks (1982)
- Cavalli di razza (The Lords of Discipline), regia di Franc Roddam (1983)
- La guerra dei Roses (The War of the Roses), regia di Danny DeVito (1989)
- Il giustiziere (Shoot First: A Cop's Vengeance), regia di Mel Damski (1991)
- Ed Wood, regia di Tim Burton (1994)
- Ma chi me l'ha fatto fare (Clifford), regia di Paul Flaherty (1994)
- Operazione Canadian Bacon (Canadian Bacon), regia di Michael Moore (1995)
- Minuti contati (Nick of Time), regia di John Badham (1995)
- Spy (The Long Kiss Goodnight), regia di Lenny Harlin (1996)
- Le ragazze della Casa Bianca (Dick), regia di Andrew Fleming (1999)

### Televisione
- The Rounders – serie TV, episodi 1x07-1x17 (1966-1967)
- Il virginiano (The Virginian) – serie TV, episodio 8x10 (1969)
- La città degli angeli (City of Angels) – serie TV, 2 episodi (1976)
- Maneaters Are Loose!, regia di Timothy Galfas – film TV (1978)
- La storia di Jayne Mansfield (The Jayne Mansfield Story), regia di Dick Lowry – film TV (1980)
- Robert Kennedy, la sua storia e il suo tempo (Robert Kennedy and His Times) – miniserie TV (1985)
- Quarto comandamento (Nutcracker: Money, Madness & Murder) – miniserie TV (1987)

## Regista
- Outside In (1972)
- The Only Way Home (1972) - anche produttore -

## Doppiatori italiani
Nelle versioni in italiano delle opere in cui ha recitato, G.D. Spradlin è stato doppiato da:
- Sergio Rossi ne Il padrino - Parte II, Operazione Canadian Bacon
- Sergio Fiorentini in MacArthur il generale ribelle, Apocalypse Now
- Ferruccio Amendola in Il giorno dei lunghi fucili
- Gianni Marzocchi ne La formula
- Gil Baroni in Robert Kennedy, la sua storia e il suo tempo
- Marcello Tusco ne La guerra dei Roses
- Mario Milita in Ed Wood
- Dante Biagioni in Minuti contati
- Paolo Buglioni in Apocalypse Now Redux (ridoppiaggio)
- Sergio Di Stefano ne Il padrino - Parte II (Ridoppiaggio)